# Schopfhof
Schopfhof (fränkisch: Schobfhuf) ist ein Gemeindeteil der Gemeinde Büchenbach im Landkreis Roth (Mittelfranken, Bayern). Schopfhof liegt in der Gemarkung Günzersreuth.

## Geographische Lage
Der Weiler liegt sechs Kilometer südlich von Schwabach und sieben Kilometer westlich von Roth. Westlich steigt das Gelände zum 436 m ü. NHN hohen „Eichelberg“ hin an, einem südlichen Ausläufer des Heidenberges. Östlich liegt der 397 m ü. NHN hohe „Schillbuck“. Südlich des Ortes fällt die Landschaft sanft zum Tal der Aurach hin ab, einem linken Nebenfluss der Rednitz. Im Südosten liegt das Waldgebiet „Fuchslöcher“. Nördlich des Ortes speist ein Wiesenbach, der am Fuß des Heidenberges entspringt, zwei fischwirtschaftlich genutzte Teiche. Ringsum erstrecken sich weitläufig angelegte Agrarflächen, die in den 1970er Jahren im Zuge der Flurbereinigung reorganisiert wurden. Die Kreisstraße RH 5 führt nach Götzenreuth (0,8 km südwestlich) bzw. nach Kühedorf (1,5 km östlich).
Schopfhof liegt rings umgeben von ausgedehnten Wasser- und Landschaftsschutzgebieten (des LSG südliches mittelfränkisches Becken, West), gehört aber selbst nicht zu dessen Schutzfläche.

## Geschichte
Das Gebiet um Schopfhof war bereits in der nacheiszeitlichen Steinzeit von Menschen besiedelt. Ein etwa 300 Meter östlich des Ortes gelegener und als Bodendenkmal (D-5-6732-0092) geschützter Siedlungsplatz belegt dies. Auch mehrere Siedlungen der Bronze- und vorrömischen Eisenzeit (D-5-6732-0086 und D-5-6732-0091) befanden sich im Umkreis von etwa einem Kilometer. Zur Zeitenwende war das Gebiet der südlichste Ausläufer des Siedlungsgebietes der Narisker. Während der römischen Expansion wurde die Besiedlung aufgegeben, denn der Limes befand sich nur einen strengen Tagesmarsch nach Süden entfernt und die Zeiten wurden zu unruhig. Aus der Völkerwanderung von 300–600 n. Chr. fehlen jegliche Befunde und setzen erst unter den Karolingern sporadisch wieder ein, als Schopfhof dem Sualafeldgau zugehörte.
1282 wurde der Ort als „Schoppheloch“ erstmals urkundlich erwähnt. Das Grundwort des Ortsnamens Loch bezeichnet ein Wald- oder Feuchtgebiet. Die Bedeutung des Bestimmungswortes bleibt unklar. Im Salbuch für das eichstättische Pflegamt Abenberg, das ca. 1300 aufgestellt wurde, wurde der Ort als „Schophloch“ erwähnt. Zu dieser Zeit hatte der Bischof dort eine Hube. Um 1400 wurde der Hof gegen ein Gut in Kühedorf eingetauscht. Im 17. Jahrhundert wurde der Einzelhof in zwei Halbhöfe zerschlagen. Im Jahre 1732 gab es laut den Oberamtsbeschreibungen von Johann Georg Vetter in Schopfhof zwei Anwesen, die beide dem Spital Schwabach unterstanden.
Gegen Ende des 18. Jahrhunderts gehörte der Schopfhof zur Realgemeinde Götzenreuth. In Schopfhof gab es weiterhin zwei Anwesen und ein Gemeindehirtenhaus. Das Hochgericht übte das brandenburg-ansbachische Oberamt Schwabach aus. Die zwei Halbhöfe hatten das Kastenamt Schwabach und Spital Schwabach als Grundherrn. Unter der preußischen Verwaltung (1792–1806) des Fürstentums Ansbach erhielt der Schopfhof die Hausnummern 8 bis 10 des Ortes Götzenreuth. Im Jahre 1802 gab es im Ort zwei Anwesen.
Im Rahmen des Gemeindeedikts wurde 1808 Schopfhof dem Steuerdistrikt Günzersreuth und der 1818 gebildeten Ruralgemeinde Günzersreuth zugeordnet. Am 1. Januar 1972 wurde Schopfhof im Zuge der Gebietsreform in Bayern nach Büchenbach eingegliedert.
Der Ort lebte jahrhundertelang vom Hopfenanbau.

### Baudenkmal
- Haus Nr. 81⁄2: Wohnstallhaus mit Stallgebäude[17]

### Einwohnerentwicklung
| Jahr      | 001818 | 001840 | 001861 | 001871 | 001885 | 001900 | 001925 | 001950 | 001961 | 001970 | 001987 | 002014 | 002019 |
| Einwohner | 22     | 23     | 45     | 26     | 29     | 26     | 23     | 25     | 17     | 12     | 17     | 19     | 13     |
| Häuser    | 3      | 3      |        |        | 4      | 4      | 5      | 3      | 3      |        | 4      |        |        |
| Quelle    | [ 19 ] | [ 20 ] | [ 21 ] | [ 22 ] | [ 23 ] | [ 24 ] | [ 25 ] | [ 26 ] | [ 27 ] | [ 28 ] | [ 29 ] | [ 1 ]  | [ 1 ]  |

## Religion
Der Ort ist seit der Reformation evangelisch-lutherisch geprägt und bis heute nach St. Georg (Kammerstein) gepfarrt. Die Katholiken waren ursprünglich nach St. Vitus (Veitsaurach) gepfarrt, heute ist die Pfarrei St. Sebald (Schwabach) zuständig.